# Rainer Geißler
Rainer Geißler (* 8. Mai 1939 in Thum/Erzgebirge) ist Professor em. für Soziologie an der Universität Siegen.

## Leben
Geißler machte 1959 in Kiel das Abitur und studierte nach dem Militärdienst zunächst Geschichte, Romanistik und Philosophie, später auch Soziologie an den Universitäten Kiel, Freiburg i. Br., Pau (Frankreich) und Basel. Die Lehramtsprüfung für Gymnasien legte er 1967 in Kiel in den Fächern Geschichte und Französisch ab und ergänzte diese 1969 um das Fach Soziologie. Von 1968 bis 1975 war er wissenschaftlicher Assistent am soziologischen Seminar der Universität Basel, an der er 1971 promovierte. In jener Zeit war er auch als Berater bei der Prognos AG in Basel tätig. Von 1975 bis 1981 schloss sich eine Tätigkeit als Professor für Soziologie an der Hochschule der Bundeswehr in Hamburg an. Seit 1981 ist Geißler Professor für Soziologie an der Universität in Siegen. 1996/97 forschte und dozierte er als Gastprofessor an der University of British Columbia (UBC) in Vancouver (Kanada).

## Arbeitsgebiete und Mitgliedschaften
Sein wichtigstes Forschungsgebiet ist die Sozialstrukturanalyse und die Erforschung sozialer Ungleichheit mit dem besonderen Schwerpunkt des Vergleichs von Ost- und Westdeutschland. Zu einem Standardwerk der Soziologie wurde sein Buch zur Sozialstruktur in Deutschland, in dem er das Hausmodell sozialer Schichtung von Ralf Dahrendorf modernisiert und u. a. um den Bereich der Ausländer erweitert. In zahlreichen Studien zur sozialstrukturellen Entwicklung bezieht er Position gegen die in der deutschen Soziologie populäre Vorstellung von der Auflösung der Klassen und Schichten – häufig unter Bezug auf den kritischen empirisch-theoretischen Ansatz des Soziologieklassikers Theodor Geiger.
Außerdem erforschte er Probleme von Migranten und Integration im Vergleich Deutschlands und Kanadas. Aktuell beschäftigt ihn auch die Soziologie der Massenkommunikation im Zusammenhang mit der Rolle der Massenmedien bei der Integration von Migranten. Er hat das Konzept „mediale Integration“ in den wissenschaftlichen Diskurs eingebracht. Weitere Forschungsgebiete sind die soziale und ethnische Auslese im deutschen Bildungssystem sowie die sogenannte Ausländerkriminalität.
Geißler engagiert sich in der Deutschen Gesellschaft für Soziologie (DGS) und war Gründungs- und Vorstandsmitglied der Sektion Soziale Ungleichheit und Sozialstrukturanalyse sowie Mitglied des Konzils (1997–2004).
Er ist Gutachter bei mehreren Stiftungen und sozialwissenschaftlichen Zeitschriften.
Seit 1998 ist er Mitglied der Jury des Fritz-Thyssen-Preises für die besten sozialwissenschaftlichen Aufsätze und seit 2003 Mitglied im Rat für Migration (2010–2013 Vorstandsmitglied). 2001 und 2003 arbeitete er als Fachexperte an der Evaluation der schweizerischen Fachhochschule mit (Swiss Peer Review 2001 und 2003).

## Schriften (Auswahl)
- Massenmedien, Basiskommunikation und Demokratie. Ansätze zu einer normativ-empirischen Theorie. J. C. B. Mohr (Paul Siebeck), Tübingen 1973, ISBN 3-16-534382-9. (aufgenommen in: Christina Holtz-Bacha, Arnulf Kutsch (Hrsg.): Schlüsselwerke für die Kommunikationswissenschaft. Westdeutscher Verlag, Wiesbaden 2002, ISBN 3-531-13429-9).
- Soziale Schichtung und Lebenschancen in Deutschland. 2., völlig neu bearbeitete Auflage. Ferdinand Enke Verlag, Stuttgart 1994, ISBN 3-432-95982-6.
- Die Sozialstruktur Deutschlands. Ein Studienbuch zur sozialstrukturellen Entwicklung im geteilten und vereinten Deutschland. Westdeutscher Verlag, Opladen 1992, ISBN 3-531-12358-0.
  - Die Sozialstruktur Deutschlands. Zur gesellschaftlichen Entwicklung mit einer Bilanz zur Vereinigung. 4., überarbeitete und aktualisierte Auflage. VS Verlag für Sozialwissenschaften, Wiesbaden 2006, ISBN 3-531-42923-X.
  - Die Sozialstruktur Deutschlands. 7., grundlegend überarbeitete Auflage. Springer VS, Wiesbaden 2014, ISBN 978-3-531-18629-0.
- mit Horst Pöttker (Hrsg.): Massenmedien und die Integration von ethnischen Minderheiten in Deutschland. Band 1: Problemaufriss – Forschungsstand – Bibliographie. transcript Verlag, Bielefeld 2005, ISBN 3-89942-503-0; Band 2: Forschungsbefunde. transcript Verlag, Bielefeld 2009, ISBN 978-3-8376-1027-7.